# 山羽藓
山羽藓（学名：Abietinella abietina）为羽藓科山羽藓属下的一个种。